# Distrito de Wesel
El distrito de Wesel (en alemán: Kreis Wesel) es una comarca ubicada al oeste del estado federal de Renania del Norte-Westfalia (Alemania) al norte del Ruhrgebiet. Pertenece a la región de Düsseldorf y es miembro de la organicación del Landschaftsverband Rheinland como parte de la Eurorregión Rin-Waal. La capital de distrito es la ciudad de Wesel.

## Geografía

### Localización
El distrito de Wesel (Kreis Wesel) dispone de una superficie de 1.042,3 km² con un promedio de anchura en el eje Este-Oeste entre los 45 y 48 km es un distrito del Ruhrgebiet en la región metropolitana del Rhein-Ruhr. El 45 % de la población vive en la periferia del distrito. 

### Composición territorial del distrito
El distrito de Wesel se compone de 13 Gemeinden, de los cuales cinco son de tamaño medio y tres de tamaño grande. 
| Municipios - Alpen 12.894 Habitantes - Hünxe 13.777 Habitantes - Schermbeck 13.658 Habitantes - Sonsbeck 8.658 Habitantes - Xanten 21.571 Habitantes | Ciudades medianas - Hamminkeln 27.513 Habitantes - Kamp-Lintfort 39.594 Habitantes - Neukirchen-Vluyn 28.563 Habitantes - Rheinberg 32.014 Habitantes - Voerde 38.487 Habitantes | Ciudades grandes - Dinslaken 70.127 Habitantes - Moers 107.503 Habitantes - Wesel 61.634 Habitantes |  | El Kreis Wesel y sus comunidades |

Estadística según: 30 de junio de 2007

## Armas

armas.

Las armas de la ciudad muestran un sauce plateado podado frecuentemente y que muestra un conjunto de trece ramas en su parte superior todo ello en un fondo verde. Las raíces se dividen en tres partes.

## Literatura
- Meinhard Pohl (Hrsg.): Raumordnung am Niederrhein, Kreisreformen seit 1816. Selbstverlag des Kreisarchivs Wesel, Wesel 1985.
- Hans Schleuning, Gabriele Süsskind, Walter Szuka: Der Kreis Wesel. Konrad Theiss Verlag, Stuttgart 1983. ISBN 3-8062-0288-5